# ばしゃ馬さんとビッグマウス
『ばしゃ馬さんとビッグマウス』（ばしゃうまさんとビッグマウス）は、2013年11月2日に東映系にて公開された日本映画。

## ストーリー
シナリオライターを目指して、ばしゃ馬のように一生懸命シナリオを書き続ける独身、馬淵みち代が通うシナリオスクールで出会ったのは、まだ一度もシナリオを書いたことの無いのに、妙に自信のあるビッグマウスの天童義美だった。
学生時代から必死で書き続けるのにまったく芽が出ない馬淵は、そんな天童に嫌悪感を抱くが、馬淵に一目惚れをした天童は彼女に認めてもらうためにシナリオを書くことを決意する。まるで水と油の二人は反発しながらも、周りで巻き起こる騒動などに翻弄されながら、自分の『夢』にむかって突き進んでいく。しかし一度抱いた夢は叶えるのも諦めるのも難しい。そしていつか決着をつけなければならない。イタい二人はその夢にどう向き合うのかを考えていく、青春ラブコメディ。
ストーリーは監督・脚本の吉田恵輔と同脚本の仁志原了を一部モデルにして作られている。

## 登場人物
馬淵みち代〈34〉
演 - 麻生久美子
口癖は「私、こんなに頑張っているのに！」。学生の頃からシナリオライターを目指してコンクールに応募しているが、当選したことは無い。ばしゃ馬のようにシナリオを書き続けている。
天童義美〈28〉
演 - 安田章大
口癖は「俺、本気出したらスゴイで〜」。他人の作品に毒舌を吐き講釈を垂れるものの、当の本人はまだ一度も作品を書いたことが無いビッグマウス。みち代と同じ社会人コースのシナリオスクールに通っている。天童はそこで出会ったみち代に一目惚れをする。
松尾健志
演 - 岡田義徳
マツモトキヨコ
演 - 山田真歩
亀田大輔
演 - 清水優
天童育子
演 - 秋野暢子
馬淵絹代
演 - 松金よね子
馬淵治
演 - 井上順
その他のキャスト
演 - 岸田恵里子、岸田里奈、三島ゆたか、広岡由里子、坂田聡、鎌滝秋浩　ほか

## スタッフ
- 監督 - 吉田恵輔
- 脚本 - 吉田恵輔・仁志原了
- 音楽 - かみむら周平
- 音楽プロデューサー - 津島玄一
- 劇中歌 - 「天童義美のラブソング」作曲 安田章大
- 撮影 - 志田貴之
- 美術 - 吉村昌悟
- 照明 - 溝口知
- 録音 - 小宮元
- 編集 - 太田義則
- 音響効果 - 佐藤祥子
- スタイリスト - 荒木里江
- ヘアメイク  - 清水美穂
- 助監督 - 佃謙介
- 制作担当 - 中村元
- 取材協力 - シナリオ作家協会
- 制作プロダクション - ステアウェイ
- 助成 - 文化芸術振興費補助金
- 配給 - 東映
- 配給統括 - 村松秀信
- 宣伝統括 - 相原晃
- ラインプロデューサー - 向井達矢
- キャスティングディレクター - 杉野剛
- プロデューサー - 佐藤現、川田亮、木村俊樹
- 製作者 - 白倉伸一郎、重村博文、山崎浩一、木下直哉、石川豊、間宮登良松、堀徹、羽白勝、香月純一、木村佐知子、加藤渉
- 製作 - 「ばしゃ馬さんとビッグマウス」製作委員会（東映、キングレコード、パルコ、木下グループ、電通、東映ビデオ、メモリーテック、テレビ大阪、東映チャンネル、ステアウェイ、シー・エヌ・エス）

## 受賞歴
- 第23回日本映画批評家大賞[1]
  - 主演女優賞 - 麻生久美子
  - 監督賞 - 吉田恵輔

2013年第87回キネマ旬報ベスト・テンでは安田章大が新人男優賞の部門で1票差で1位を逃している。